# جایزه بزرگ برزیل ۱۹۷۴
جایزه بزرگ برزیل ۱۹۷۴ (انگلیسی: ‎1974 Brazilian Grand Prix‎) یک مسابقهٔ موتوری در رشتهٔ اتومبیل‌رانی فرمول یک بود که در تاریخ ۲۷ ژانویهٔ ۱۹۷۴ در اینترلاگوس واقع در سائو پائولو، برزیل برگزار شد. این گراند پری در میان ۱۵ گراند پری در فصل ۱۹۷۴، مسابقهٔ شمارهٔ ۲ بود.
در این مسابقه که قرار بود در ۳۲ دور و به مسافت ۲۵۴٫۷۲۰ کیلومتر (۱۵۸٫۲۷۶ مایل) برگزار شود، پول پوزیشن توسط امرسون فیتیپالدی کسب شد و سریع‌ترین زمان برای طی یک دور پیست که برابر با ۲:۳۶٫۰۵ بود نیز توسط کلی رگاتزونی به ثبت رسید. این مسابقه پیش از پایان دورهای برنامه‌ریزی‌شده، در دور ۴۰ و پس از طی مسافت ۱۹۷٫۸۴۵ کیلومتر (۱۲۲٫۹۳۵ مایل) متوقف شد.
امرسون فیتیپالدی از تیم مک‌لارن-فورد، کلی رگاتزونی از تیم فراری و ژاکی ایکس از تیم لوتوس-فورد به‌ترتیب مقام‌های اول تا سوم مسابقه را کسب کردند.
با جاری شدن آب باران در مسیر و خطرناک شدن شرایط جوی، این مسابقه پس از به اهتزاز درآمدن پرچم قرمز در دور ۳۲ متوقف شد.

## رده‌بندی قهرمانی پس از مسابقه
|       | جایگاه | راننده           | امتیاز |
| ----- | ------ | ---------------- | ------ |
| ۲     | ۱      | کلی رگاتزونی     | ۱۰     |
| ۸     | ۲      | امرسون فیتیپالدی | ۹      |
| ۲     | ۳      | دنی هیولم        | ۹      |
| ۲     | ۴      | نیکی لائودا      | ۶      |
| ۱     | ۵      | مایک هیلوود      | ۵      |
| منبع: |        |                  |        |

|       | جایگاه | سازنده      | امتیاز |
| ----- | ------ | ----------- | ------ |
|       | ۱      | مک‌لارن-فورد | ۱۸     |
|       | ۲      | فراری       | ۱۲     |
| ۲     | ۳      | لوتوس-فورد  | ۴      |
| ۲     | ۴      | سرتیز-فورد  | ۳      |
| ۲     | ۵      | بی‌آرام      | ۲      |
| منبع: |        |             |        |

یادداشت
- تنها پنج جایگاه نخست از هر رده‌بندی نمایش داده شده‌است.